# 李秉岐
李 秉岐（り へいき、1891年3月5日 – 1968年11月29日）は朝鮮の時調詩人、朝鮮語学者。号は嘉藍。本貫は延安李氏。朝鮮語の美しさを時調で表現し、消されようとする民族の誇りを守ろうとした。時調と朝鮮語学の研究に大きな足跡を残す。

## 略歴
1891年3月5日、全羅北道益山郡礪山面源水里真絲洞570番地に生まれる。父は延安李氏の李採、母は坡平尹氏の6男6女の長男。父は弁護士として事務所を開設するなど、開化人であり、家は裕福であった。李は、厳しい祖父の命で新学問は学ばせてもらえず、漢文を学んだ。1906年12月5日、忠清南道の光山金氏の娘、金洙と結婚する。梁啓超を読んで開化思想に憧れ、1909年、ようやく、全州公立普通学校に入学する。そこでの成績がよく、6ヶ月で卒業すると、官立漢城師範学校に入学した。ここで周時経から朝鮮語文法を学ぶ。官立漢城師範学校を卒業すると、全羅南道南陽の学校、全州第二学校、礪山公立普通学校などに教師として赴任し、教鞭をとる一方、古文献を収集して時調を研究し始める。
1919年、三・一独立運動後、上京する。李が朝鮮語の研究活動を公に行うのもこの時期からである。1921年、権悳奎、任暻宰らと朝鮮語研究会を組織し、1922年、東光学校を経て徽文高等普通学校で教師を務め、国語教育に力を注いだ。李は1906年から死ぬまで日記を付けているが、始めは漢文で書いていたものの、1920年からはハングルで書いている。ここに、李の朝鮮語を守りたいという意思を見ることができるだろう。1925年頃から時調を発表しはじめ、1939年に『嘉藍時調集』を出版する。限定300部であったが、たいへんな反響であり、鄭芝溶も李の時調に触れ、絶賛した。1926年、李は「時調会」を発起し、1928年に「歌謡研究会」と改称して組織を拡大させながら時調の研究に励んだ。
1942年10月22日、突然、刑事が李宅を訪れ、李を連行した（朝鮮語学会事件）。これにより、李は咸鏡刑務所に送られ、1943年9月18日に起訴猶予で釈放されるまで獄中で過ごす。その後、故郷に戻ってひっそりと暮らした。
1945年8月、朝鮮は解放を迎える。李は再び時調の創作と国文学の研究に打ち込むようになり、軍政庁の編修官からソウル大学校、檀国大学校、新聞学院、国民大学校、東国大学校、淑明女子大学校などで教鞭を執る。朝鮮戦争が起こると、収集した書籍をトラックに積んで故郷に避難する。1952年、全北大学校の文理大学長に就任する。
1956年頃から体調を崩し始める。1957年10月9日、ハングル記念式に参列した帰り、脳溢血で倒れる。療養のため、一切の教鞭を断って、故郷に引きこもり、余生を送る。1968年11月28日の昼、李は倒れ、夜中午前1時、息を引き取る。その遺骸は全羅北道芸総葬で葬儀が取り行われ、生家の裏山にある墓に埋葬された。
1969年、全州市の多佳公園に「嘉藍詩碑」が建つ。李の生家は1973年6月23日、全羅北道記念物第6号に指定された。

## 年譜
- 1891年3月5日、全羅北道益山郡礪山面源水里真絲洞に生まれる。
- 1906年12月5日、忠清南道の金洙と結婚する。
- 1908年、長女、順熙が生まれる。
- 1909年4月13日、日記を付け始める。
- 1909年、全州公立普通学校に入学。
- 1910年、官立漢城師範学校に入学。
- 1921年、権悳奎、任暻宰らと朝鮮語研究会を組織する。
- 1922年、東光学校、徽文高等普通学校で教師を務める。（1942年まで）
- 1922年、鐘路区桂洞79の13番地に引っ越す。
- 1924年、長男、東熙が生まれる。
- 1926年、次女、漢熙が生まれる。
- 1926年、「時調会」を発起する。
- 1929年、次男、京熙が生まれる。
- 1932年、三男、宋熙が生まれる。
- 1935年、朝鮮語標準語査定委員を務める。
- 1937年、徳寿商業校の講師を務める。
- 1938年、延禧専門学校の講師を務める。
- 1942年10月23日、朝鮮語学会事件で逮捕される。
- 1945年8月、軍政庁の編修官を務める。
- 1946年、軍政庁の編纂課長を務める。
- 1946年、ソウル大学校文理大学の教授を務める。
- 1952年、全北大学校の文理大学長に就任する。
- 1954年、学術員の会員を務める。
- 1956年、中央大学校文理大学の教授を務める。
- 1957年、脳溢血で倒れる。
- 1958年3月、故郷に隠居する。
- 1960年、学術員功労賞を受賞。
- 1961年、全北大学校名誉文学博士の学位を受ける。
- 1968年11月29日、死去。

## 作品
- 1939年、『嘉藍時調集』（文章社）
- 1940年、『歴代時調選』（博文書館）
- 1940年、『仁顕王后伝』（博文書館）
- 1948年、『意幽堂日記』（白揚堂）
- 1948年、『近朝内簡選』（国際文化館）
- 1957年、『国文学全史』（新文化社、白鉄共著）
- 1861年、『国文学概説』（一志社）
- 1966年、『嘉藍文選』（新丘文化社）